# Глубокое (Миргородский район)
Глубо́кое (укр. Глибоке) — село,
Дибровский сельский совет,
Миргородский район,
Полтавская область,
Украина.
Код КОАТУУ — 5323281804. Население по переписи 2001 года составляло 69 человек.

## Географическое положение
Село Глубокое находится в 2,5 км от сёл Шарковщина и Показовое.
По селу протекает пересыхающий ручей с запрудой.